# Hünenbetten von Daudieck
Die Hünenbetten von Daudieck liegen zwischen dem Gut Daudieck und dem Ort Issendorf, südwestlich von Horneburg und nördlich des Flüsschens Aue, der ab Horneburg Lühe heißt, im Landkreis Stade (im Elbe-Weser-Dreieck) in Niedersachsen.
Der älteste Nachweis für die Besiedlung des Horneburger Geestrandes am Urstromtal der Elbe kann an einem archäologischen Lehrpfad westlich von Gut Daudieck besichtigt werden. Die drei Hünenbetten datieren ausweislich der Grabbeigaben um etwa 3500 v. Chr. Hinzu kommt eine Steinkiste. Neolithische Monumente sind Ausdruck der Kultur und Ideologie jungsteinzeitlicher Gesellschaften. Ihre Entstehung und Funktion gelten als Kennzeichen der sozialen Entwicklung.

## Hünenbett A

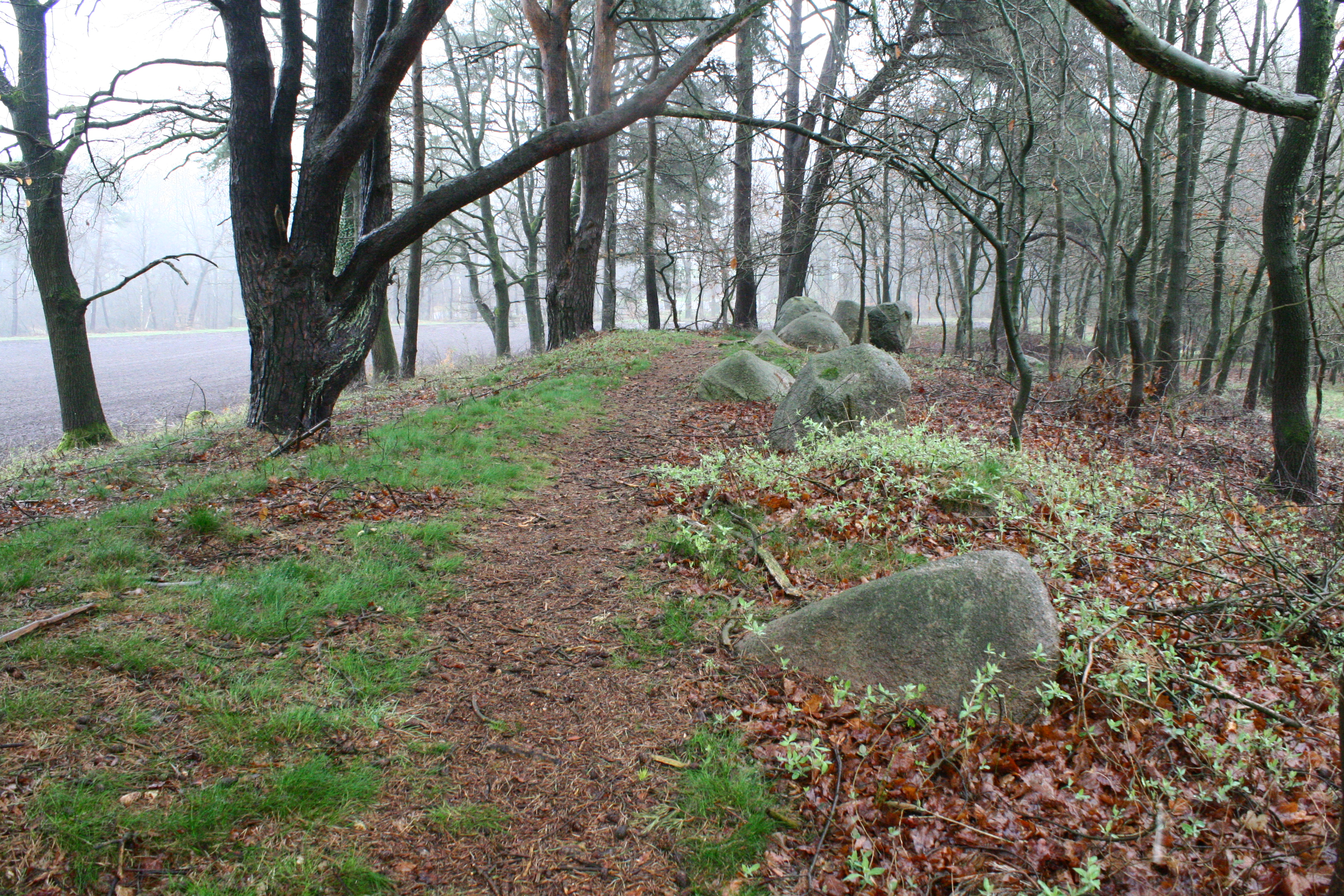
Daudieck A (Horneburg 2)

Beim Hünenbett A (Sprockhoff-Nr. 661 – auch Horneburg 2 genannt) handelt es sich um einen Hügel von 73 Meter Länge und sieben Metern Breite. Von der Einfassung sind nur wenige Steine auf der südöstlichen Langseite erhalten. Nahe dem Westende befindet sich eine zerstörte Kammer. In der Mitte liegt eine unvollständige Kammer, deren Decke ursprünglich aus vier Steinen (zwei Endsteinen und zwei Jochen) bestand.

## Hünenbett B

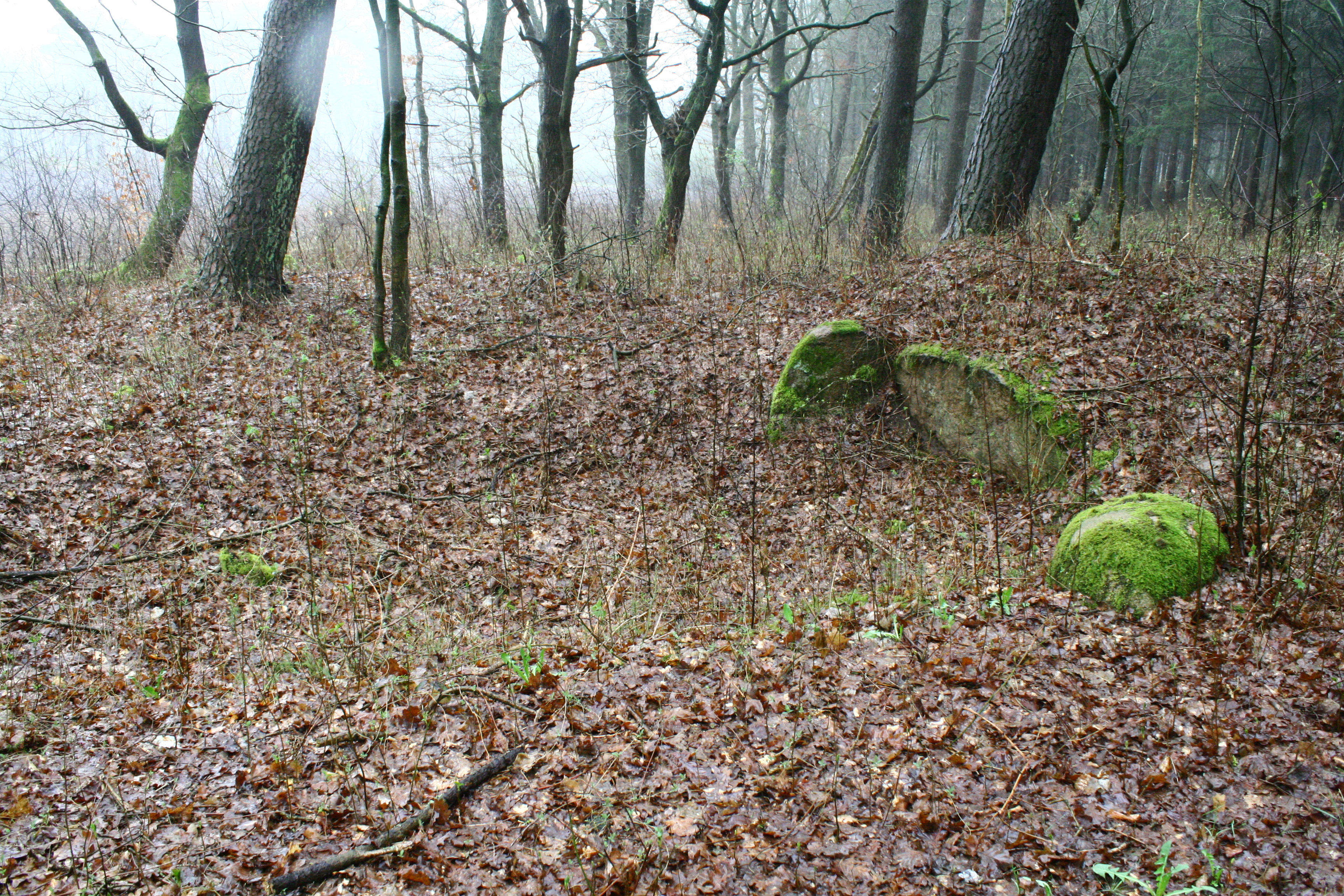
Daudieck B (Horneburg 3)

Von der Einfassung des etwa 100 Meter südlich gelegenen, 48 Meter langen und sechs Meter breiten Hünenbettes B (Sprockhoff-Nr. 662 – auch Horneburg 3) sind lediglich zwei Steine erhalten. In der Mitte befindet sich ein Kammerrest, von dem drei Tragsteine erhalten sind.

## Hünenbett C

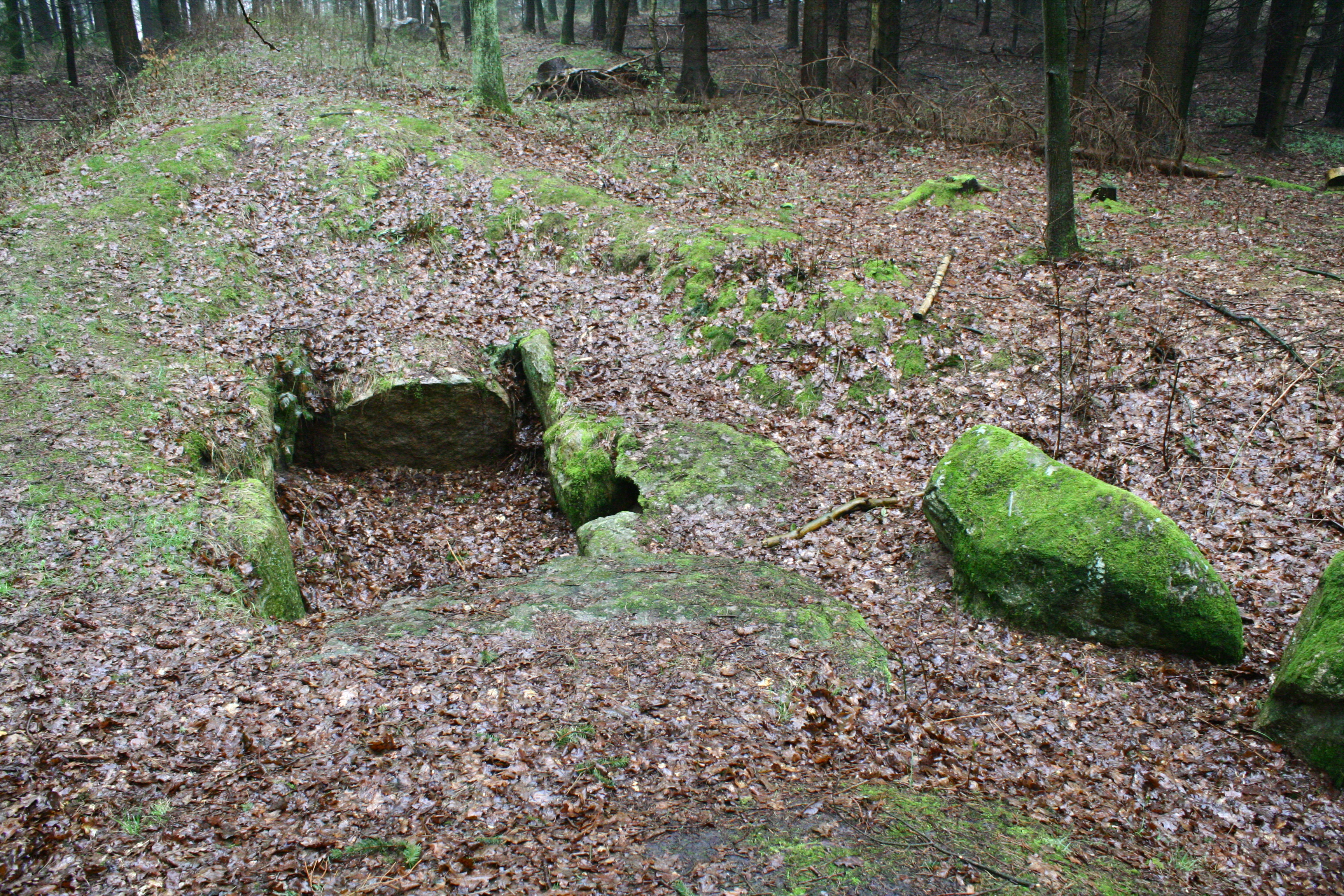
Daudieck C (Horneburg 4)

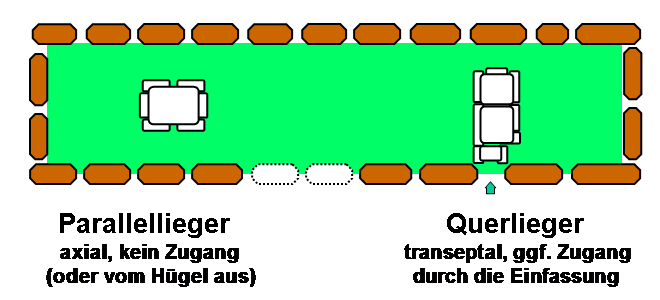
Prinzipskizze Hünenbett mit Dolmen

Am besten erhalten und im Jahre 1970 von Jürgen Deichmüller untersucht, ist das Ganggrab im Hünenbett C (Sprockhoff-Nr. 663 – auch Horneburg 4), das unmittelbar östlich von Hünenbett B liegt. Von der Einfassung des etwa 37 Meter langen Hünenbettes ist fast nichts erhalten. Der ungewöhnlich schmale Zugang zur einzigen Kammer liegt auf der Südseite. Sie besteht aus acht Tragsteinen und zwei Abschlusssteinen. Lediglich an vier Stellen ist Zwischenmauerwerk verwendet worden. Der westliche Deckstein liegt noch auf seinen drei Tragsteinen (Dreipunktauflage); die anderen beiden Decksteine fehlen. Die teilweise erhaltene, aus zwei Lagen (im Abstand von 20 Zentimeter) bestehende Bodenpflasterung weist auf eine Nachnutzung hin. Im Westteil liegen hintereinander zwei Quartiere, die die gesamte Kammerbreite abteilen. Eine für die Region in Form, Lage und Material untypische Ausstattung, die sich in etwas anderer Form primär in Mecklenburg-Vorpommern und Schweden findet. Eine wesentlich jünger datierte Holzkohleschicht verweist auf späte Aktivitäten in der Anlage. In allen Hünenbetten wurden nur spärliche Funde geborgen.
Südwestlich der Hünenbetten liegt in der Senke eines Hügels eine Steinkiste, von der nur der etwa zwei Meter lange Deckstein sichtbar ist. Es ist ein Schalenstein, der eine Anzahl von Schälchen aufweist.